# 한국맥류산업발전연구원
한국맥류산업발전연구원은 국내 맥류의 생산, 가공, 유통 및 소비촉진을 활성화하여 맥류산업의 발전과 식량자급률 향상 및 국민 건강 증진 도모를 목적으로 2011년 8월 16일 설립허가된 대한민국 농림수산식품부 소관의 사단법인이다. 사무실은 경기도 수원시 권선동에 있다.

## 연혁
- 2011년 4월 29일 : (사)한국맥류산업발전연구원 창립총회(대전보건대학)
- 2011년 8월 10일 : 법인설립허가(농림수산식품부)
- 2011년 9월 7일 : 등기(서울남부지방법원 강서등기소)
- 2011년 9월 16일 : 비영리법인 세무등록(서울 강서세무서)
- 2011년 9월 16일 : 개원식 (수원)
- 2011년 10월 17일 : 정관변경 허가 (농림수산식품부, 사무소 주소 변경 : 서울 → 수원)
- 2011년 10월 26일 : 사무소 변경 등기 (수원지방법원 동수원등기소)
- 2011년 10월 31일 : 정관 사무소 변경 (경기도 수원시 권선구 서둔동 서둔로 266(서둔동 240-1) 성은빌딩 301호)
- 2011년 11월 15일 : 세무등록 소재지 변경(수원 세무서)

## 주요 사업
- 국산맥류산업 발전을 위한 연구 개발
- 국산맥류의 생산, 가공 및 유통활성화를 위한 연구·조사
- 맥류의 신품종 및 재배기술에 관한 자료 및 정보 컨설팅
- 맥류의 국내외 시장개척 및 판매촉진위한 컨설팅
- 국제 맥류생산·소비동향 분석 및 자료 제공
- 국산원료맥의 안정적 확보를 위한 회원 간의 중개
- 국산맥류산업 발전을 위한 정부, 지방자치단체 및 사업체와의 협력
- 국내외 학술세미나, 심포지엄 등 행사 주관
- 소식지 발간 및 홈페이지 운영
- 기타 본 연구원의 목적달성을 위한 제반 사업